# Koalitionsausschuss
Ein Koalitionsausschuss ist ein aus führenden Personen der Koalitionsparteien sowie der Regierung zusammengesetztes informelles Gremium. Koalitionsausschüsse haben damit – im Gegensatz zu Ausschüssen eines Parlaments – keine formalen, z. B. aus der Verfassung ableitbaren, Rechte. In westeuropäischen Ländern sind Koalitionsausschüsse gängig; in Deutschland gab es sie mit Unterbrechungen seit dem Kressbronner Kreis der ersten Großen Koalition. Ebenso finden sich Koalitionsausschüsse in Deutschland teilweise auf der Ebene der Bundesländer. Ein Koalitionsausschuss koordiniert die Zusammenarbeit zwischen Koalitionspartnern. Modalitäten seiner Nutzung sind oft im Koalitionsvertrag festgelegt: so werden etwa Ausschusssitzungen entweder regelmäßig oder nur im Falle besonderer Differenzen zwischen den beteiligten Akteuren einberufen. In der Praxis haben sich zudem ad hoc angesetzte Gremiumssitzungen ergeben. Mitglieder von Koalitionsausschüssen sind in der Regel Vertreter der Regierung, der Fraktionen sowie der die Regierung tragenden Parteien.
In Koalitionsausschüssen werden einerseits verschiedene Positionen repräsentiert, andererseits im Koalitionsausschuss gefundene Vereinbarungen mit Hilfe der Autorität der Ausschussmitglieder in den formalen Gremien eingebracht.

## Geschichte in Deutschland
Die Etablierung eines Koalitionsausschusses als Steuerungsgremium ist auf Bundesebene erstmals nach den erfolgreich geführten Regierungsbildungsverhandlungen zwischen CDU/CSU und FDP im Jahr 1961 vorgesehen und in einem Koalitionsvertrag schriftlich fixiert worden. Der Kressbronner Kreis war der Ausschuss zur ersten Großen Koalition unter Kurt Georg Kiesinger. Auch während der Regierungszeit von Willy Brandt und Helmut Schmidt tagte regelmäßig ein Koalitionsausschuss, wenngleich oft unter anderem Namen, wie etwa Koalitionsrunde. Auch unter Helmut Kohl bestand der Koalitionsausschuss. In der rot-grünen Koalition von Gerhard Schröder tagte der Koalitionsausschuss sehr viel unregelmäßiger als davor und trat über Monate nicht zusammen. In den Regierungen von Angela Merkel wurde dieses Format wieder regelmäßig genutzt. Zu Beginn der Bundesrepublik, in der Ära Adenauer, gab es zwar auch einen ‚Koalitionsausschuss’, dieser war allerdings anders zusammengesetzt als es sich später durchgesetzt hatte. Mitglieder waren nur Vertreter der Fraktionen. Ebenfalls existierten sogenannte ‚Koalitionsgespräche’ zwischen Kanzler, Kabinett und Koalitionsfraktionen – also ohne die Vorsitzenden der Parteien.
Eine systematische Übersicht der Treffen des Koalitionsausschusses ist, aufgrund seiner informellen Natur, kaum vollständig möglich. Sie kann näherungsweise anhand von Berichten in den Medien und, nach Ablauf der entsprechenden Sperrfristen, aus Aufzeichnungen in Archiven wie bspw. dem Archiv der sozialen Demokratie erfolgen.

## Arbeitsweise und Wirkung
Gegenüber dem Kabinett eigne sich der Koalitionsausschuss besser als Konfliktlösungsinstanz, weil sich die kleine Gruppe der Teilnehmenden kenne und verschwiegen sei. U.a. kann dies geschehen, in dem (konfliktbehaftete) Entscheidungen aus dem Kabinett vorweggenommen werden. Für die Arbeitsweise lässt sich für die Zeit zwischen 1967 und 1982 außerdem eine durchschnittliche Dauer der Beratungen im deutschen Koalitionsausschuss von etwa zweieinhalb Stunden ermitteln. Schwierige Sitzungen, z. B. zur Vorabberatung von Haushaltsentwürfen können dabei deutlich länger dauern.
Gesetze, die bereits vor ihrer Einbringung in den Bundestag im Koalitionsausschuss behandelt wurden, passieren den Gesetzgebungsprozess schneller als solche, die erst später in dieser informellen Runde behandelt werden. Dies ist ein Hinweis, dass sich im Koalitionsausschuss tatsächlich einzelne Konflikte entschärfen lassen.
Im Vergleich westeuropäischer Länder scheinen Koalitionsausschüsse die Wahrscheinlichkeit zu reduzieren, dass eine Regierung schon vor dem Ende ihrer Amtszeit auseinanderbricht. Ein Koalitionsausschuss kann das Auseinanderbrechen aber z. B. nicht verhindern, wenn (wirtschaftliche) Krisen die Zusammenarbeit einer Koalition erschweren oder der 'Vorrat an Gemeinsamkeiten' aufgebraucht ist.

## Kritik und Bewertung
In Deutschland steht der Koalitionsausschuss seit seinem Bestehen in der Kritik, wenngleich die Zahl der entsprechenden Stimmen über die Zeit rückläufig ist. So wird ein „Auszug aus den Institutionen“ diagnostiziert, auch in Österreich und Italien findet sich ähnliche Kritik.
Da Koalitionsausschüsse de facto phasenweise die Arbeit von Regierung und Parlamentsmehrheit steuern, ohne dem Bundestag direkt verantwortlich zu sein, werden die von Koalitionsausschüssen getroffenen Entscheidungen unter demokratietheoretischen Aspekten als negativ-kritisch betrachtet. Ihnen wird vorgeworfen, „am Parlament vorbei“ und „im Hinterzimmer“ zu regieren. Für die Wähler sei nicht klar nachvollziehbar, wer an den Entscheidungen teilnähme, da die Mitglieder des Koalitionsausschusses als solche keine Legitimation besäßen. Zudem würden „die Mitwirkungsmöglichkeiten des einzelnen Amtsträgers innerhalb der regierenden Mehrheit soweit [verengt], dass ihm die Wahrnehmung seiner Verantwortung erschwert wird“. Koalitionsausschüsse „haben sich inzwischen zu einem informellen Entscheidungsorgan mit umfassenden Kompetenzen entwickelt“ und funktionieren daher als eine Art inoffizielles Entscheidungsgremium, ohne aber im Grundgesetz Erwähnung zu finden.
Teilnehmende bewerten den Koalitionsausschuss teils mit anderen Schwerpunkten. So sah z. B. Helmut Schmidt den Koalitionsausschuss als eine Möglichkeit, die Position der Fraktion vor den formalen Entscheidungsprozessen der Regierung mitzuteilen. Andere Aussagen bestätigen, dass die normative Kritik durchaus begründet ist. So formuliert Helmut Schmidt für den Fall einer Veränderung des Teilnehmerkreises: „Jedenfalls würde das dann manche Entscheidung sichtbar in das Parlament verlagern. Dies hätte für die Funktionsweise der Koalition Nachteile, für das Ansehen des Parlamentes Vorteile“.